# Glycymeris decussata
Glycymeris decussata är en musselart som först beskrevs av Carl von Linné 1758.  Glycymeris decussata ingår i släktet Glycymeris och familjen Glycymerididae. Inga underarter finns listade i Catalogue of Life.